# Oberflachs
Oberflachs est une localité et une ancienne commune suisse du canton d'Argovie, située dans le district de Brugg.

## Histoire

Photo aérienne (1953).

La commune d'Oberflachs fusionne le 1er janvier 2014 avec celle de Schinznach-Dorf pour former la nouvelle commune de Schinznach.